# Leptogenys spandax
Leptogenys spandax é uma espécie de formiga do gênero Leptogenys, pertencente à subfamília Ponerinae.